# نهر لوبيفو
نهر لوبيفو هو أحد روافد نهر سانكورو، والذي بدوره هو أحد روافد نهر كاساي في جمهورية الكونغو الديمقراطية.